# Kalamon (Costa d'Avorio)
Kalamon  è una città e sottoprefettura della Costa d'Avorio, situata nel dipartimento di Doropo. Conta una popolazione di 5 965 abitanti (censimento 2014).